# Gendarmerie d’élite de la Garde impériale
Die Gendarmerie d’élite de la Garde impériale (Elitegendarmerie der kaiserlichen Garde) war als sogenannte Legion eine Teileinheit der Garde impériale des Ersten Kaiserreichs. Aufgestellt wurde die Truppe 1801 von Napoléon Bonaparte und stand im Dienst bis zum Ende des Kaiserreichs. Im Jahre 1802 wurde die Einheit in die Garde consulaire eingegliedert und im folgenden Jahr in die kaiserliche Garde übernommen. Die „Gendarmerie d’élite“ war:

« […] spécialement chargée du maintien de la sûreté publique, et de la police dans le lieu où réside le gouvernement »

„([…] besonders betraut mit der Aufrechterhaltung der öffentlichen Sicherheit und Gestellung der Polizei in den Regierungsliegenschaften)“

Sie war in zwei Escadrons gegliedert, die anfänglich dem Befehl des Colonel Anne Jean Marie René Savary unterstanden.
In den ersten Feldzügen des Kaiserreichs war ihnen nur eine zweitrangige Rolle zugewiesen, sie sicherten die jeweilige Unterkunft des Kaisers und die Kommunikationslinien.
Im Jahre 1808 wurde die Legion in den Spanischen Unabhängigkeitskrieg geschickt. Beauftragt, neben ihrem normalen Dienst der Sicherung der öffentlichen Ordnung noch gegen die Guerilla zu kämpfen, wurden sie zusätzlich, so wie in der Schlacht bei Medina de Rioseco, als schwere Kavallerie eingesetzt.
Im Russlandfeldzug 1812 kämpften die „Gendarmes de la Garde“ in der Schlacht an der Beresina, danach in der Völkerschlacht bei Leipzig und in der Schlacht bei Montmirail.
Während der Ersten Restauration blieb die Einheit unter der Bezeichnung
Gendarmerie des chasses weiter im Dienst und wurde nach der Rückkehr Napoléons von der Insel Elba während der Herrschaft der Hundert Tage wieder mit ihrem alten Namen versehen. Während des Feldzuges in Belgien 1815 war noch eine Kompanie im Einsatz.
Nach der zweiten Rückkehr des Königs 1815 wurde das Korps in Châtellerault aufgelöst.

## Organisation

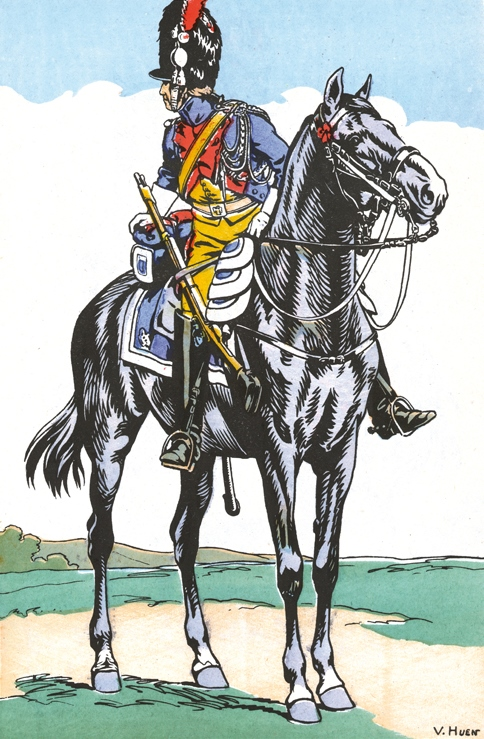
Gendarme d’élite auf Patrouille. Illustration von Victor Huen.

Eine Escadron der Gendarmes war 1801 aufgestellt und 1802 in die Garde consulaire eingegliedert worden. Mit der Aufstellung der kaiserlichen Garde 1804 wurden zwei Escadrons, jede zu zwei Kompanien, gebildet und in die Garde aufgenommen. Jeder der Gendarmes musste (theoretisch) eine Körpergröße von 176 Zentimetern aufweisen. Den beiden Escadrons der berittenen Gendarmes wurden zwei Kompanien Gendarmes zu Fuß beigestellt. Diese bestanden aus 632 Offizieren, Unteroffizieren und Mannschaften. Die Kompanien der Gendarmes zu Fuß wurden 1806 wieder aufgelöst.

## Napoléonische Kriege

### 1805–1807
Als im Jahr 1805 Österreich Frankreich den Krieg erklärte, zog Napoléon sogleich nach Bayern, schlug die Österreicher in der Schlacht bei Ulm und anschließend die Russen in der Schlacht bei Austerlitz. In diesem Feldzug übernahmen die Gendarmes lediglich den Kurierdienst für den Kaiser.

### Spanien

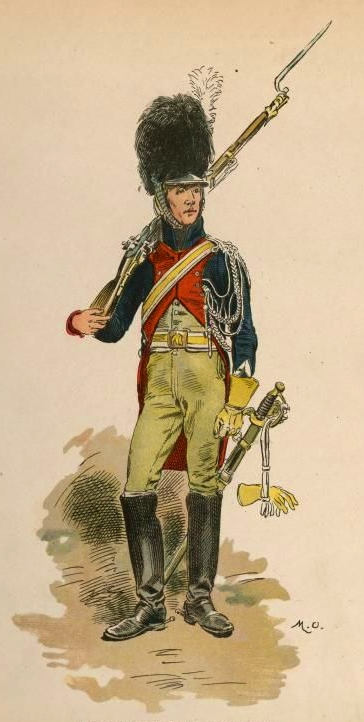
Gendarme d’élite im Dienst zu Fuß, von Maurice Orange

Im Jahre 1808 marschierten die Gendarmes an der Spitze der Gardeeinheiten in den Spanischen Unabhängigkeitskrieg. Ein Détachement aus fünf Offizieren und 100 Gendarmes, kommandiert von Capitaine Noirot, war dem Korps von Maréchal d’Empire Bessières zugeteilt, wo es seine übliche Rolle als Sicherheitseinheit erfüllte.
Ein zweites Détachement unter Colonel-major Jean-Baptiste Jacquin war mit 85 Mann in Madrid stationiert. Am 2. Mai 1808 begann die Bevölkerung von Madrid einen Aufstand gegen die Besatzung. Der französische Kommandant, Maréchal Murat, befahl der Kavallerie, die Menschenansammlung aufzulösen (de sabrer – niederzusäbeln –, wie er sich ausdrückte). Die „Gendarmes à cheval“ schlugen den Aufstand nieder, was sie einige Verletzte kostete, einer davon war der Colonel-major Jacquin.
Einige Monate später fand am 14. Juli die Schlacht bei Medina de Rioseco statt. Zusammen mit der Kavallerie von Général Lasalle griffen 57 „Gendarmes d’élite“ unter Capitaine Noirot die spanischen Positionen an. Im September wurde das Korps aufgeteilt, 90 Gendarmes blieben unter dem Kommando von Bessières, 163 wurde dem Reservekorps von Général Saligny und 77 der Reservebrigade der Gardeinfanterie zugeteilt. Am 10. November fand die Schlacht bei Burgos statt, in der die Gendarmes als Teil der Kavallerie von Maréchal Bessières an der Attacke auf die Spanier eingesetzt wurden.
Währenddessen überließ Napoléon dem Maréchal Soult die Verfolgung der Engländer und zog die Gardetruppen aus Spanien ab, um sie in dem bevorstehenden Feldzug in Deutschland und Österreich einzusetzen. Letztendlich waren im März 1810 nur noch sechs Offiziere und 101 Gendarmes in Spanien zur Bekämpfung der Guerillas zurückgeblieben. Zu Beginn des Jahres 1811 bestand das Détachement der Gendarmerie in Spanien noch aus 77 Reitern, kommandiert von Capitaine Jacquin. Es war dem Korps von Général Dorsenne zugeteilt, in dem es zur Aufrechterhaltung der Sicherheit und zur Partisanenbekämpfung eingesetzt wurde. Das Détachement diente dann noch in Astorga und bei der Belagerung von Ciudad Rodrigo. Am Ende des Jahres verließen die Gendarmes endgültig die Iberische Halbinsel.

### Feldzüge in Russland, Deutschland und Frankreich

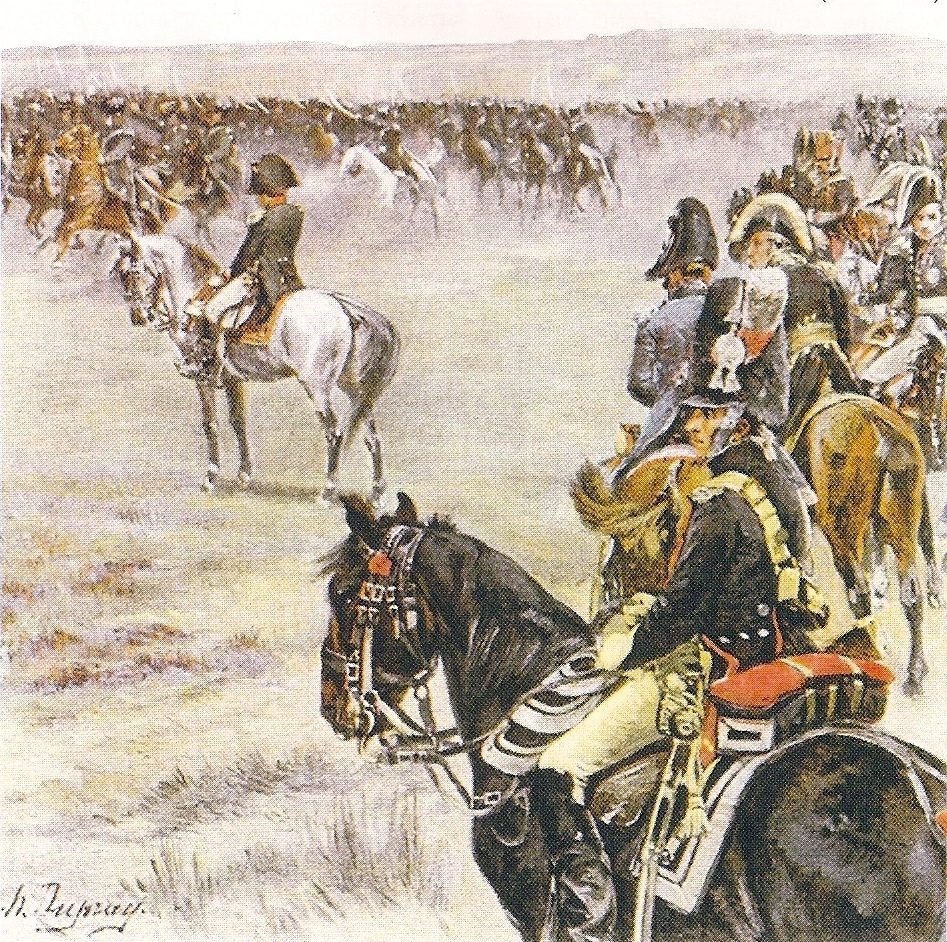
Schlacht bei Wagram. Im Vordergrund ein Gendarme d’élite in Bereitschaft.

1812 wurde die Einheit zum Russlandfeldzug abgestellt. In Russland wurde sie bei Orcher eingesetzt, um den Übergang über den Dnjepr zu sichern, und in der Schlacht an der Beresina schützte sie die Furt bei Studjanka.
Trotz der großen Verluste im russischen Winter kämpften die beiden Escadrons 1813 in der Völkerschlacht bei Leipzig. Durch den Nachersatz von 400 Rekruten hatte sich der Personalbestand auf 1174 Reiter erhöht. In der Folgezeit ging die Zahl der Rekruten zurück, waren es 1813 insgesamt noch 540, sank die Anzahl zu Beginn des Jahres 1814 auf 300.
1813 wurde der auf Befehl von Napoléon verhaftete Général de division François Fournier-Sarlovèse von den Gendarmes in die Festung Mainz verbracht.
In Frankreich standen die Gendarmes noch im Kampf gegen die Russen in der Schlacht bei Montmirail und in der Schlacht bei Vauchamps.
Nach der Abdikation von Napoléon und der Rückkehr der Bourbonen erfolgte die Auflösung.

### Herrschaft der Hundert Tage
Nach der Rückkehr von Napoléon aus dem Exil auf der Insel Elba begann die Herrschaft der Hundert Tage, in der die „Gendarmerie d’élite“ zu zwei Kompanien wieder aufgestellt wurde. Nur die 1. Kompanie nahm unter dem Kommando von Capitaine Dyonnet 1815 am Feldzug nach Belgien teil. Sie kämpfte in der Schlacht bei Ligny und in der Schlacht bei Waterloo.
Die Auflösung der kaiserlichen Garde, zu der die Truppe gehörte, wurde am 15. September 1815 verfügt und am 26. September in Châtellerault durchgeführt. Der letzte Kommandant, Général Dautancourt, sprach zu seinen Soldaten:

« À la fin de ma carrière militaire, j’ai eu l’honneur de commander à des braves comme vous, je ne pouvais pas mieux finir. Adieu […] Servez fidèlement le roi et la Patrie! »

„(Am Ende meiner militärischen Karriere hatte ich die Ehre, solche Tapferen wie Sie zu kommandieren, besser konnte es für mich nicht enden. Adieu […] Dient treu dem König und dem Vaterland!)“

## Polizeidienst

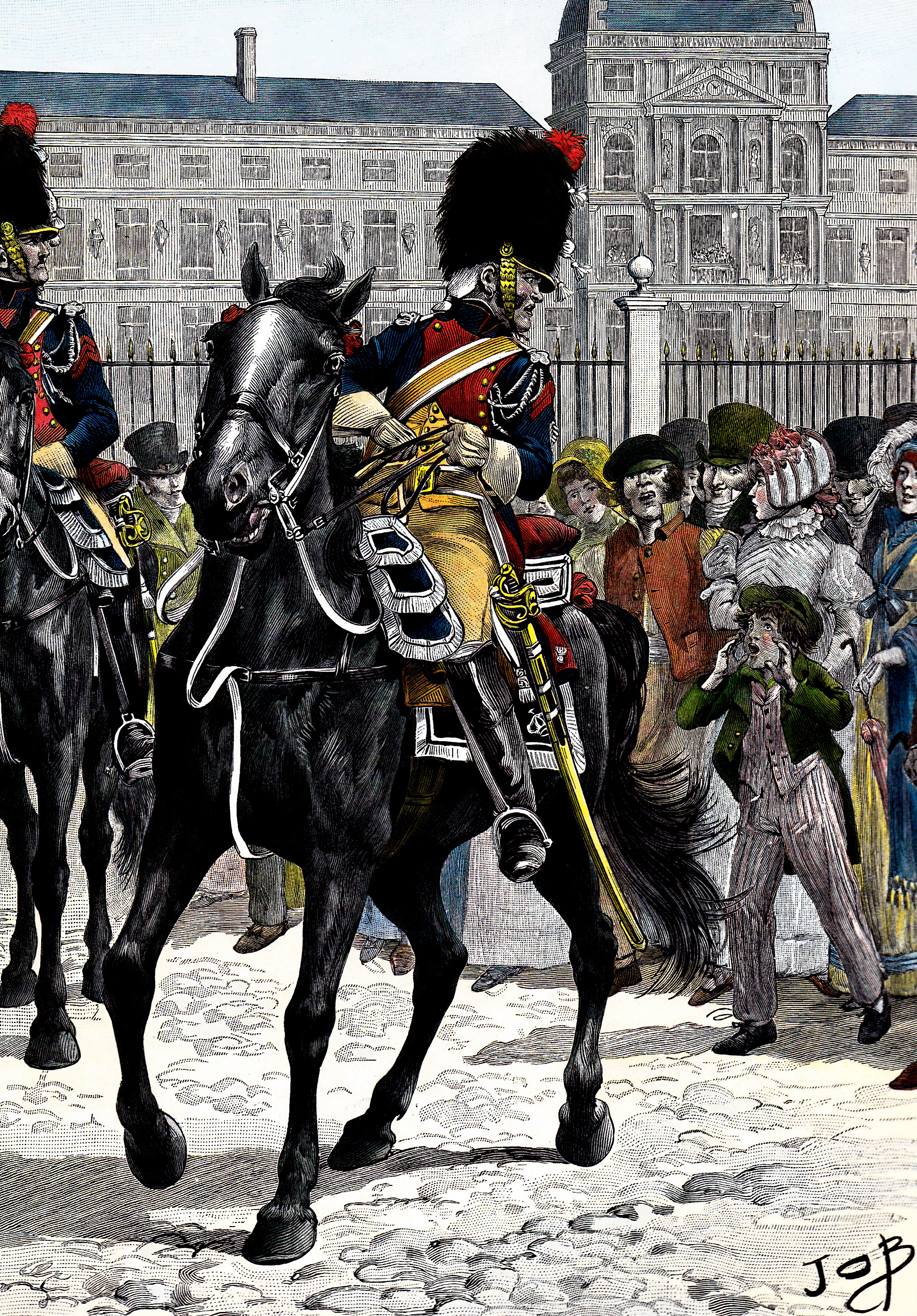
Die „Gendarmes d’élite“ am Tag der Geburt von Napoléon II auf Wache vor dem Palais des Tuileries. Illustration von Job.

Wie man bereits der Bezeichnung entnehmen konnte, waren die „Gendarmes d’élite“ primär für die Sicherheit nicht nur der wichtigen Staatsmänner, sondern auch für die in den Ortschaften innerhalb (und auch außerhalb) Frankreichs zuständig. Aus diesem Grunde wurden sie von den anderen Truppen als die „Les Immortels“ (die Unsterblichen) bezeichnet, da ihre Verluste auf den späteren Feldzügen relativ gering waren.
Allerdings war ihre Rolle als Gendarmerie zunächst unter dem direkten Befehl des Kaisers auf Paris beschränkt. Sie patrouillierten nicht in den eroberten Städten, dies war der örtlichen Polizei oder der Gendarmerie der Linie vorbehalten.
Ein aus 16 „Gendarmes d’élite“ bestehendes Erschießungskommando führte 1804 in Valenciennes die Hinrichtung des Louis Antoine Henri de Bourbon-Condé, duc d’Enghien, aus.
Bei der Kaiserkrönung von Napoléon stellten die Gendarmes eine Ehreneskorte.

### Auf den Feldzügen
Während der Feldzüge bewachten die „Gendarmes d’élite“ das Hauptquartier des Kaisers. Für gewöhnlich bezogen sie Posten neben dem Zelteingang. Manchmal bildeten sie die Eskorte des kaiserlichen Stabes, waren bei Reisen jedoch stets an der Seite der kaiserlichen Kutsche.
Weiterhin bewachten sie Kriegsgefangene und erbeuteten gegnerische Trophäen.
Mit Hilfe der Bevölkerung, die diese umherziehenden Marodeure nicht gern sahen, da sie die Ernten und die Häuser plünderten, wurden Deserteure der französischen Armee eingefangen und bewacht.

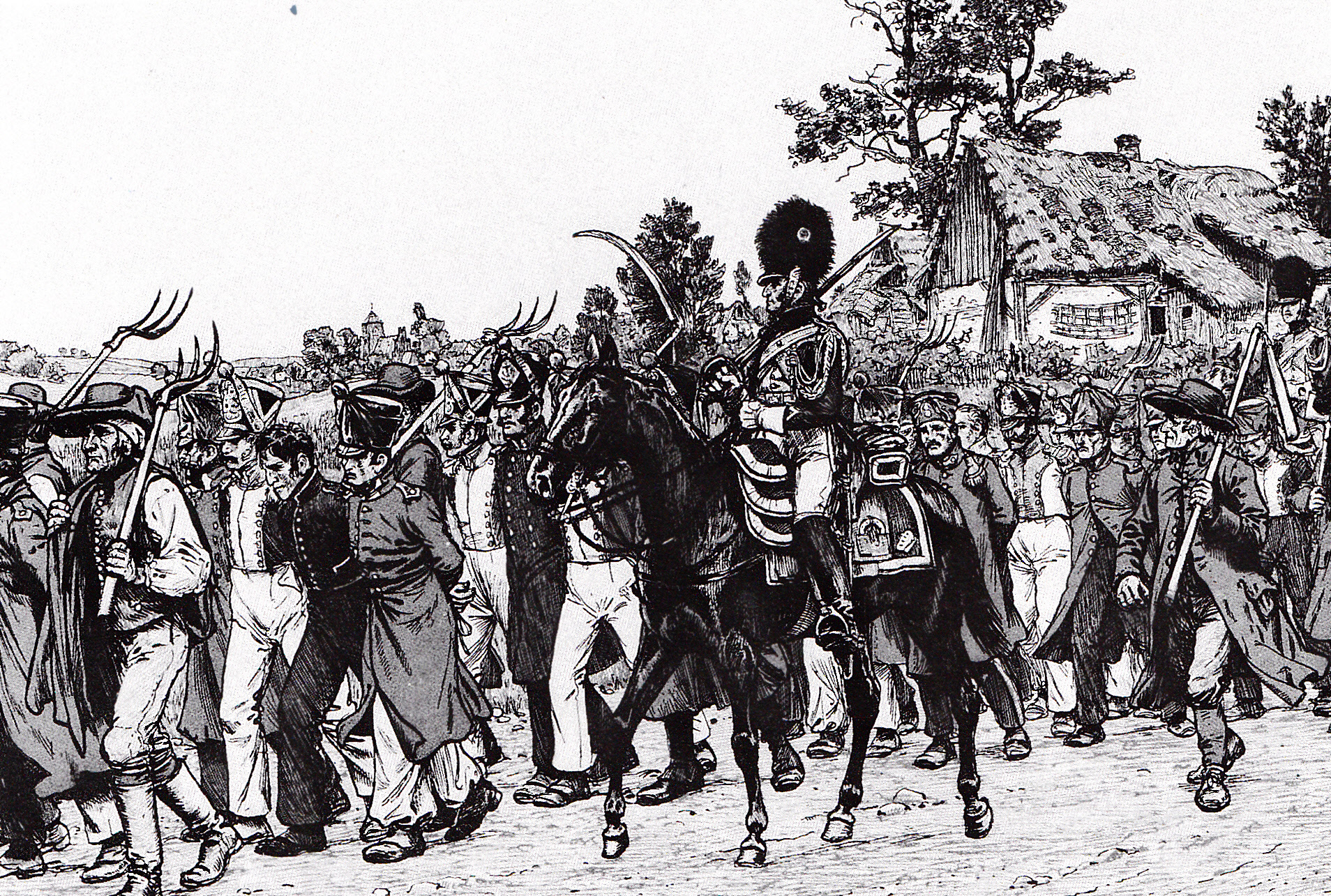
Die Gendarmes d’élite bewachen mit Hilfe einheimischer Bauern eingefangene französische Deserteure. (Illustration von Richard Knötel).

### Friedenszeit
Während der Friedenszeit, in der der Kaiser in einem seiner Paläste wohnte, stellte die Gendarmerie die Wache vor den kaiserlichen Gemächern. Weiterhin beobachteten sie die Ein- und Ausgänge der jeweiligen Gebäude, um zu verhindern, dass Personen eindrangen, die dem Kaiser nach dem Leben trachten könnten. Sie waren für den Palais des Tuileries, das Schloss Saint-Cloud und Schloss Schönbrunn verantwortlich. Bis zur Auflösung 1806 war dies den „Gendarmes à pied“ (Gendarmes zu Fuß) übertragen gewesen und wurde dann von den berittenen Gendarmes übernommen. Die in Paris stationierten Gendarmes waren mit zwei Détachements in den Tuilerien und im Schloss Malmaison als kaiserliche Eskorte eingesetzt, ein Détachement zu Fuß versah seinen Dienst ebenfalls in den Tuilerien, ebenso ein weiteres als Wache im Temple Gefängnis.

## Kommandanten

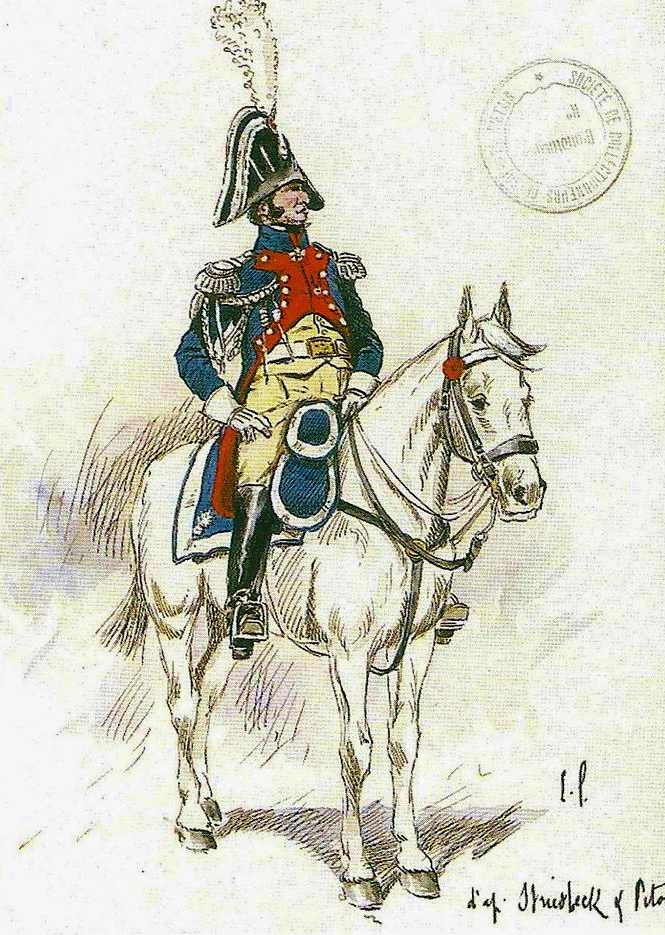
Colonel der Gendarmerie d’élite de la Garde impériale. Illustration von Ernest Fort.

Am 5. September 1801 wurde mit Anne Jean Marie René Savary der erste Colonel der Einheit ernannt.
Der Chef d’escadron Jacquin wurde Colonel en second, der Chef d’escadron Delga wurde Kommandant der „Gendarmerie à pied“, Jean-Pierre Henri und Pierre d’Autancourt (oder Dautancourt) standen an der Spitze der beiden berittenen Escadrons. Henri rückte am 30. Mai 1808 zum Colonel en second auf, Jacquin verließ im November des gleichen Jahres die Armee.
Savary wurde am 8. Juni 1810 zum Polizeiminister ernannt und durch Général Antoine Jean Auguste Durosnel, Aide de camp von Napoléon, ersetzt. Während der Herrschaft der Hundert Tage übergab Napoléon das Kommando über die Truppe an Général Dautancourt, während des Feldzuges in Belgien 1815 wurde es jedoch von Capitaine Dyonnet wahrgenommen.

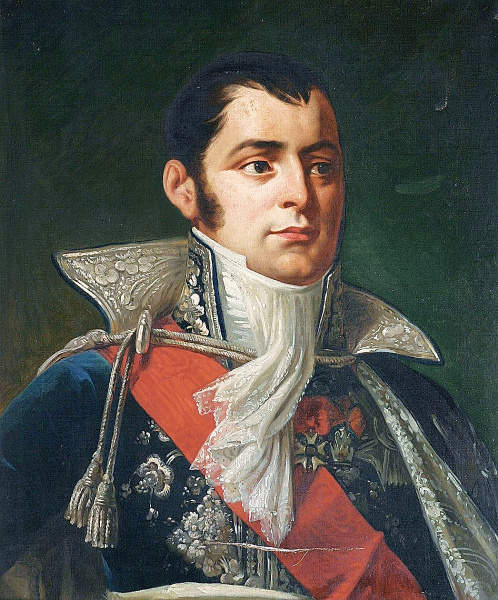
Anne Jean Marie René Savary
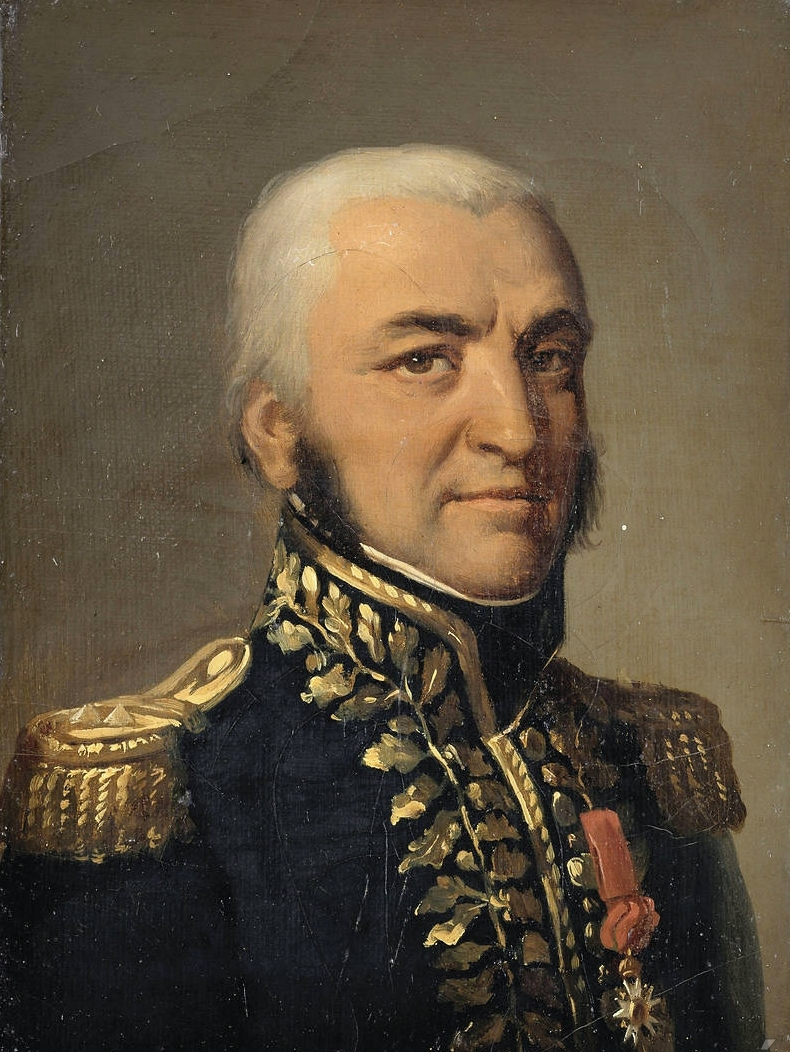
Jean-Baptiste Jacquin
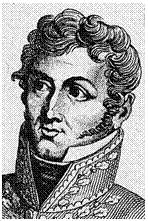
Antoine Jean Auguste Durosnel
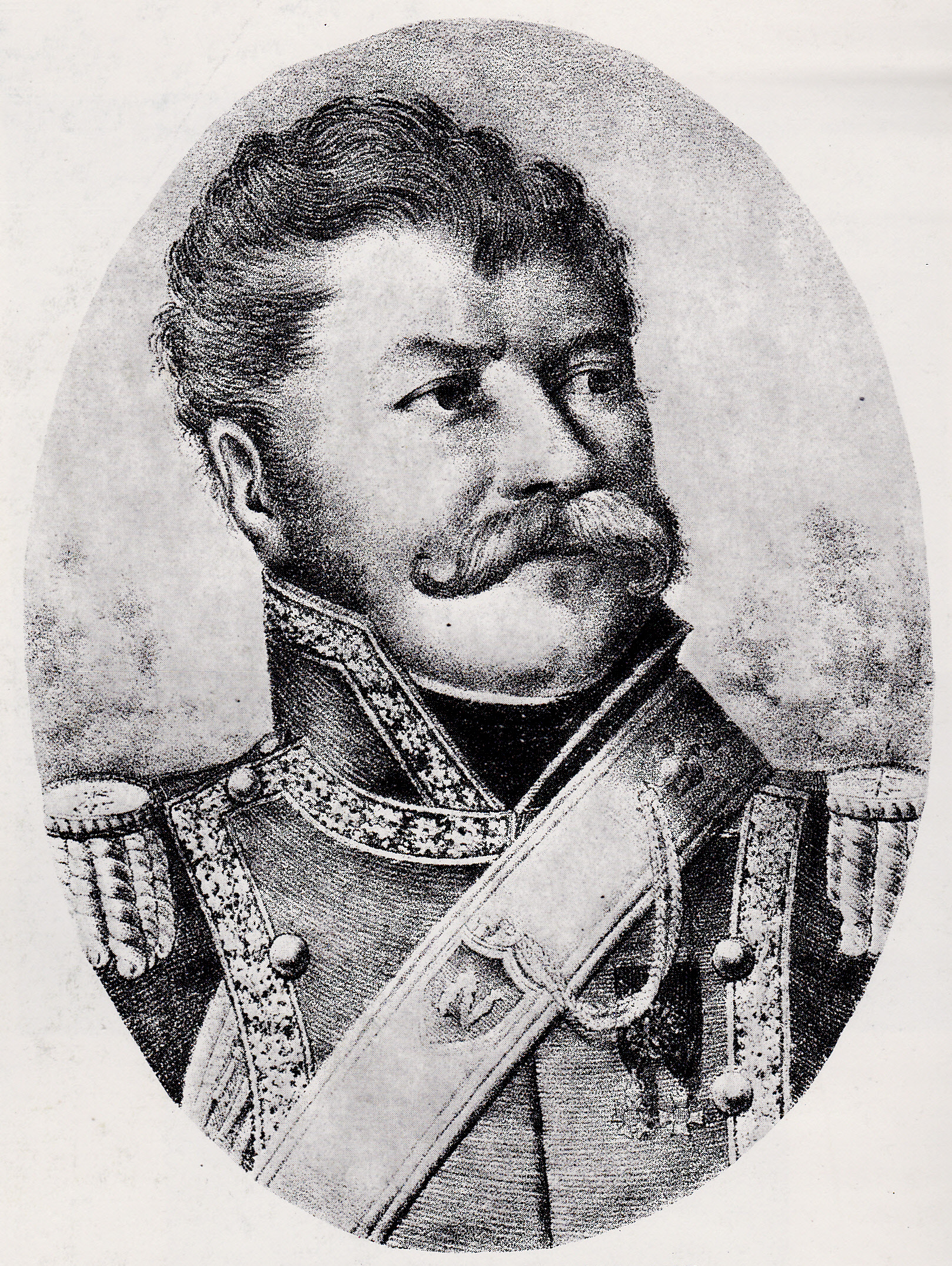
Pierre d’Autancourt

## Standarten

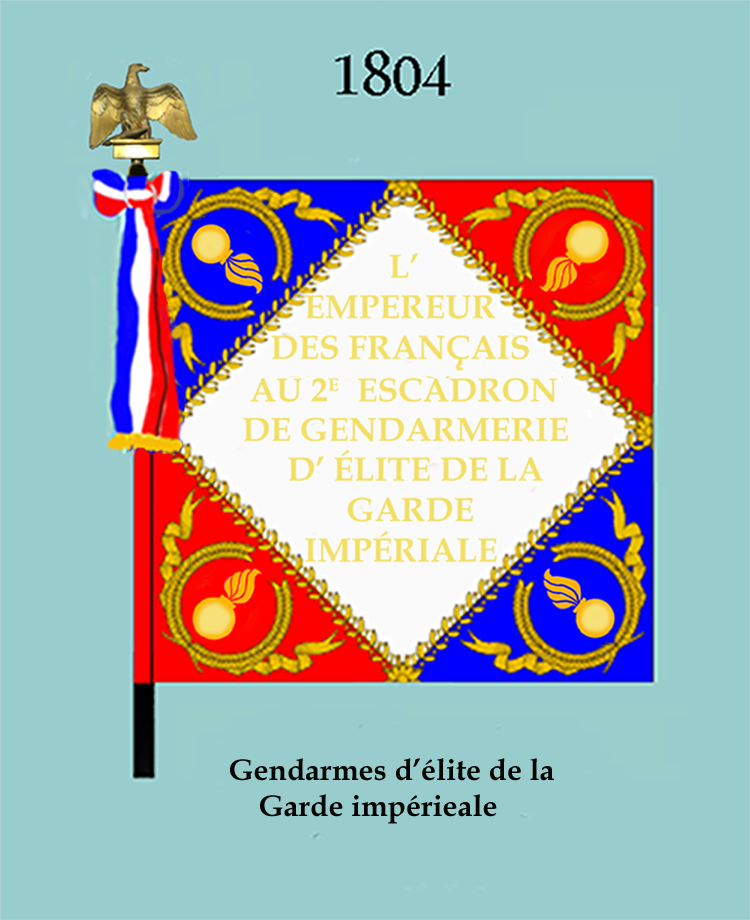
Modell 1804 Vorderseite
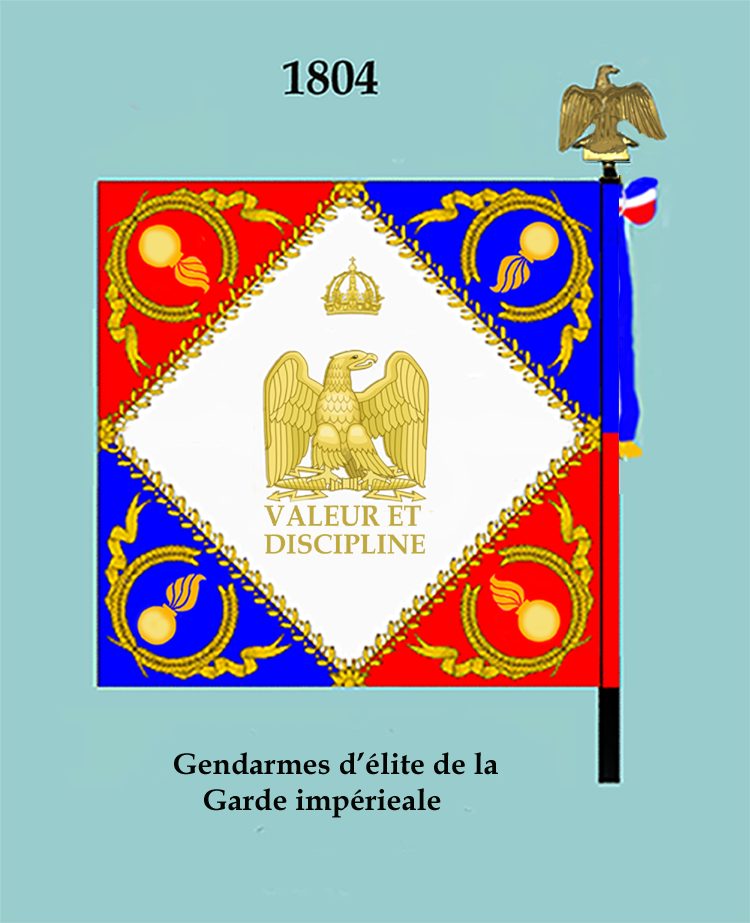
Modell 1804 Rückseite
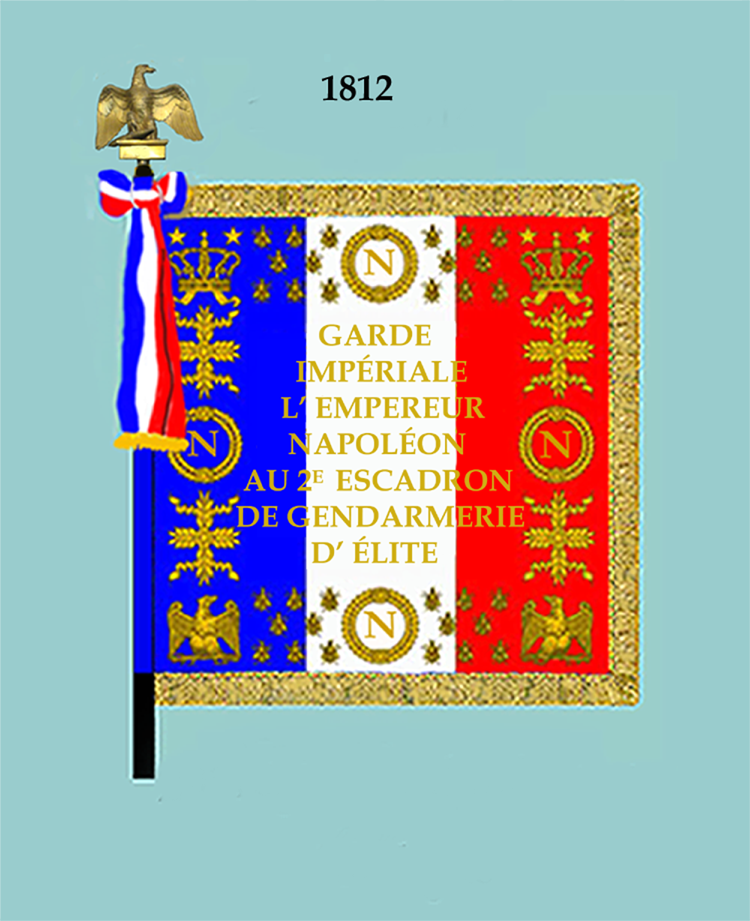
Modell 1812 Vorderseite
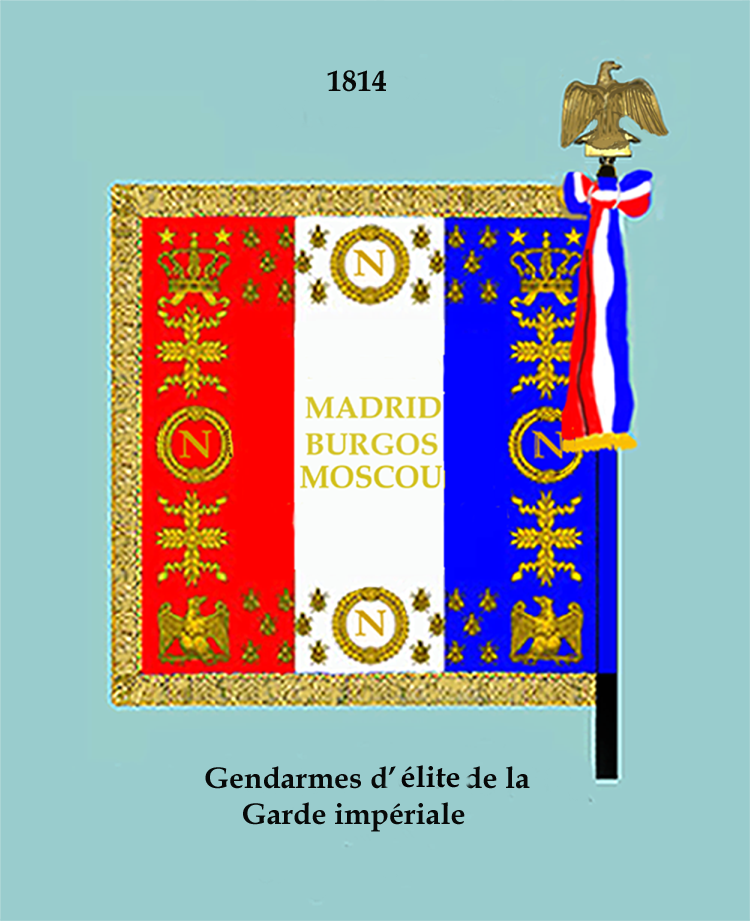
Modell 1812 Rückseite

## Uniformen

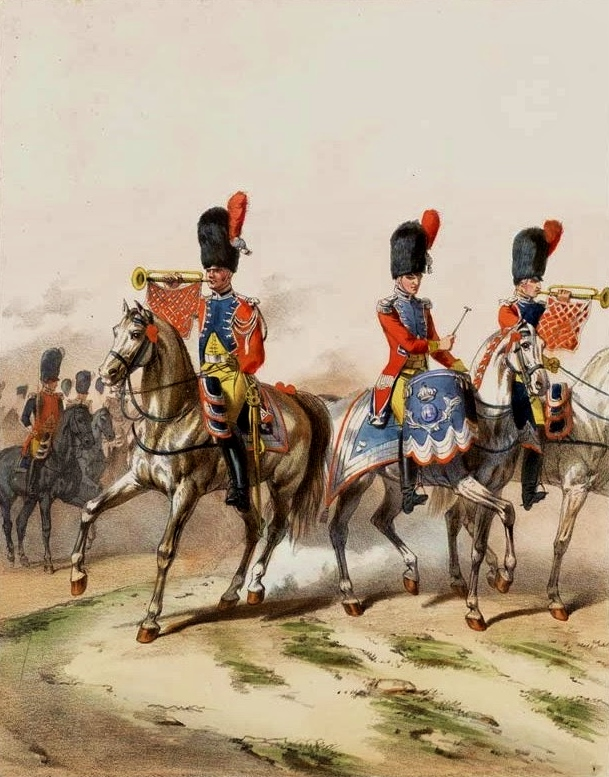
Trompeter und Kesselpauker der Gendarmerie d’élite 1804, von Alfred de Marbot

Die Uniformen der „Gendarmes à cheval“ entsprachen denen der Grenadiers à cheval de la Garde mit folgenden Abweichungen:
- Die Weste, die Hosen und die Handschuhe waren aus beigem Rehleder, der Uniformrock war mit weißmetallenen Knöpfen besetzt.[4]
- An der linken Schulter wurde eine weiße Aiguillette[5] getragen.
- Die Bärenfellmütze mit ledernem Mützenschirm und Kinnriemen aus Metall hatte einen Deckel aus rotem Stoff, der mit einer weißen Granate verziert war. An der linken Seite befand sich ein roter Federstutz (bei Paraden weiß).
- Das Bandelier aus gelbem Büffelleder war mit weißen Randstreifen verziert.
- Die Schabracke und der Mantelsack waren blau und mit weißen Bordüren verziert.
- Als Stiefel wurden Kürassierstiefel verwendet.

Der Säbel war der gleiche wie bei den „Grenadiers à cheval de la Garde“. Das Gewehr „Fusil modèle 1777“ mit Bajonett wurde nur zum Dienst zu Fuß in den Residenzen verwendet. Es war ähnlich dem der Infanterie, hatte jedoch die verringerte Größe, wie sie für die Kavallerie üblich war.
Die Truppe war mit Rappen ausgestattet.
Die „Gendarmes à pied“ (Gendarmes zu Fuß) trugen statt der Stiefel schwarze Gamaschen. Die Bärenfellmütze war ohne Behang und die Epauletten ohne Fransen. Die Hauptbewaffnung bestand aus dem Infanteriegewehr „Fusil modèle 1777“ mit Bajonett.